# Eric Clapton's Rainbow Concert
Eric Clapton’s Rainbow Concert est un album live d'Eric Clapton sorti en 1973.

## Historique
Affecté par de nombreux soucis — la mort de son beau-père, de Jimi Hendrix et de Duane Allman (guitariste sur Layla), l’insuccès de Layla, son amour non partagé avec Patti Harrison — il sombre dans la dépression, l’alcool et la drogue dure. Il sen sort en partie grâce à l’amitié de Pete Townshend. Celui-ci forme un super groupe d’amis et organise pour Eric Clapton le 13 janvier 1973 deux concerts au Rainbow Theater à Londres.
6 longues chansons live, très rock, saturés de guitares. soit Badge de Cream (coécrite avec George Harrison), Presence of the Lord de l'époque Blind Faith, After Midnight de JJ Cale, et Little Wing de Jimi Hendrix. Ce concert marque la première fois où Eric se sert de sa fameuse guitare « Blackie ».

## Titres

### Version originale 1973
1. Badge (Clapton, Harrison) – 3:32
2. Roll It Over (Clapton, Whitlock) – 6:43
3. Presence of the Lord (Clapton) – 5:37
4. Pearly Queen (Capaldi, Winwood) – 7:00
5. After Midnight (Cale) – 5:12
6. Little Wing (Hendrix) – 6:32

### Édition de 1995
1. Layla (Clapton, Jim Gordon) – 6:25
2. Badge (Clapton, George Harrison) – 3:18
3. Blues Power (Clapton, Leon Russell) – 6:03
4. Roll It Over – 4:38
5. Little Wing (Jimi Hendrix) – 4:36
6. Bottle of Red Wine (Bonnie Bramlett, Clapton) – 3:51
7. After Midnight – 4:25
8. Bell Bottom Blues (Clapton) – 6:25
9. Presence of the Lord (Clapton) – 5:18
10. Tell the Truth (Clapton, Whitlock) – 6:04
11. Pearly Queen – 4:55
12. Key to the Highway (Big Bill Broonzy, Segar) – 5:46
13. Let It Rain (Bramlett, Clapton) - 7:46
14. Crossroads (Robert Johnson) – 4:19

### Édition pirate
Eric Clapton and the Palpitations – The Rainbow Concert est une édition pirate sortie sur le label underground Empress Valley en quatre disques compacts avec les deux concerts du 13 janvier 1973.

## Musiciens
- Eric Clapton : guitare, chant
- Pete Townshend : guitare
- Ron Wood : guitare
- Ric Grech : basse
- Steve Winwood : piano, orgue Hammond B3, chant
- Jim Capaldi : batterie
- Jim Karstein : batterie
- Rebop Kwaku Baah : percussions